# Ibrahim Traoré
Ibrahim Traoré (n. 14 martie 1988, Bondokuy⁠(d), Regiunea Boucle du Mouhoun, Burkina Faso, Burkina Faso) este un ofițer militar din Burkina Faso actual fiind președintele Burkinei Faso. El a devenit președinte al Burkinei Faso pe 30 septembrie 2022 din cauza unei lovituri de stat care l-a înlaturat pe fostul președinte Paul-Henri Sandaogo Damiba. La vârsta de 35 de ani, Traoré este al doilea cel mai tânăr lider în serviciu și cel mai tânăr președinte în serviciu din lume.

## Tinerețe
Ibrahim Traoré s-a născut în Kéra, Bondokuy, provincia Mouhoun, la 14 Martie 1988 în Burkina Faso. După studiile primare, s-a mutat în Bobo-Dioulasso unde a urmat un liceu. Toți cei din liceu îl cunoșteau ca pe un elev „timid'' și „tăcut'', dar foarte „inteligent'', adesea rezolva disputele dintre colegii săi. A făcut parte din Asociația Studenților Musulmani și Asociația Marxistă Association nationale des étudiants du Burkina (Asociația Națională a Studenților din Burkina). A absolvit facultatea cu onoare.

## Carieră militară
Traoré s-a alăturat armatei Burkinei Faso în 2009 și a absolvit Academia Militară Georges-Namoano. A fost trimis în Maroc pentru pregătire antiaeriană înainte de a fi transferat la o unitate de infanterie din Kaya, un oraș din nordul Burkinei Faso. Promovat locotenent în 2014, Traoré s-a alăturat forței ONU de menținere a păcii din nordul Mali în misiunea „Misiunea Multidimensională Integrată de Stabilizare a Națiunilor Unite în Mali” (MMISN). În 2018, el a fost citat drept unul dintre soldații MMISN care „au dat dovadă de curaj” în timpul atacurilor majore ale rebelilor din regiunea Tombouctou. Ulterior, s-a întors în Burkina Faso, unde a asistat la operațiuni împotriva escaladării insurgenței jihadiste. Traoré a luptat la Djibo , în „ofensiva Otapuanu” din 2019 și în alte câteva operațiuni de contra-insurgență în nordul țării. În 2020, a fost promovat căpitan și a început să vadă corupția din cadrul guvernului, a văzut lipsa generalizată de echipament a soldaților, în timp ce politicienii distribuiau „valize de bani” pentru mită. El a devenit treptat purtătorul de cuvânt al soldaților staționați în nord, care erau frustrați de guvernul lor.

## Ascensiunea la putere
Traoré a făcut parte din grupul de ofițeri din armată care a susținut lovitura de stat din Burkina Faso din Ianuarie 2022 și a adus la putere Mișcarea patriotică pentru salvgardare și restaurare junta militară. Toți oamenii au fost nemulțumiți de fostul lider al juntei Paul-Henri Sandaogo Damiba, din cauza lipsei sale de performanță de a distruge jihadiștii din părțile de nord ale țării. Mai târziu, Traoré a susținut că el și alți ofițeri au încercat să-l determine pe Damiba să se „re concentreze” asupra rebeliunii, dar în cele din urmă a optat să-l răstoarne, deoarece „ambițiile lui se abateau de la ceea ce ne-am propus”.  Nemulțumirea cu privire la situație a fost cea mai mare în rândul ofițerilor mai tineri care au luptat împotriva rebelilor din linia frontului. În plus, au existat întârzieri la salariile trupelor „Cobra”. Când complotatorii și-au lansat lovitura de stat, Traoré și-a păstrat gradul de căpitan și a devenit șeful Mișcării Patriotice pentru Salvare și Restaurare.

## Președinție
În calitate de președinte, Traoré și-a menținut comportamentul enigmatic și foarte formal pentru care era deja cunoscut înainte de a ajunge la putere. El a păstrat un control strâns asupra comunicării sale și a încercat cu grijă să se prezinte ca un lider de război adecvat, posibil pentru a evita imaginea publică slabă a predecesorilor săi. Președinția sa a înregistrat, de asemenea, o creștere a propagandei pro-guvernamentale în mass-media tradițională din Burkina Faso și în social media. Din punct de vedere politic, jurnalistul Le Monde Sophie Douce l-a descris pe Traoré ca fiind influențat de marxism și panafricanism. Pe februarie 2023, guvernul lui Traoré a expulzat forțele franceze care asistau în lupta împotriva insurgenței locale din Burkina Faso. Ulterior, el a declarat că „Ne dorim cu adevărat să ne uităm la alte orizonturi, pentru că vrem parteneriate câștig-câștig”, susținând diversificarea parteneriatelor internaționale ale Burkinei Faso. În aprilie, el a declarat o „mobilizare generală” a populației pentru a sprijini armata, deoarece forțele rebele au continuat să crească rata atacurilor lor. Traoré publicly pledged to reconquer all rebel-held areas and that there would be no negotiations until the insurgency had been greatly weakened. În luna următoare, Traoré a pus sub semnul întrebării restabilirea planificată a democrației pentru 2024, declarând că alegerile nu pot fi organizate decât dacă insurgenții au fost respinși și situația de securitate a fost îmbunătățită.
La 26 septembrie 2023, elemente nemulțumite ale armatei au încercat fără succes să-l răstoarne pe Traoré.

## Acuzații privind alianța cu Rusia
Potrivit Reuters și New York Times, Traoré a fost suspectat că ar avea o legătură cu organizația mercenară rusă Wagner Group din cauza faptului că și-a exprimat opinii anti-franceze și pro-ruse.